# 12320 Loschmidt
A 12320 Loschmidt (ideiglenes jelöléssel 1992 PH1) a Naprendszer kisbolygóövében található aszteroida. Eric Walter Elst fedezte fel 1992. augusztus 8-án.